# Michail Zabelin
Michail Zabelin est un homme politique azerbaïdjanais, membre des I, II, III, IV, V et VI législatures de l'Assemblée nationale d'Azerbaïdjan.

## Biographie
Michail Zabelin est né le 19 mars 1946 à Bakou. Il est diplômé de la faculté d'hydromélioration de l'Institut Polytechnique d'Azerbaïdjan.

### Carrière
En 1966-1969, il a travaillé comme technicien à l'institut du projet à Bakou. Depuis 1978, il a travaillé comme instructeur, premier secrétaire d'Heydar Aliyev. En 1989-1991, il a travaillé comme inspecteur, président du comité exécutif du district de Nizami.
Depuis 1991, il était spécialiste en chef du secrétariat du Soviet suprême de la République d'Azerbaïdjan, secrétaire du département des commissions permanentes.
Michail Zabelin est membre du conseil d'administration du parti du nouvel Azerbaïdjan, président de la communauté russe d'Azerbaïdjan, membre du conseil d'administration du Centre international du multiculturalisme de Bakou.

### Famille
Il a un enfant.

## Prix
- Ordre de la Gloire[4]
- Ordre pour le service à la Patrie[5]
- Ordre de l'Amitié [6]
- Diplôme honorifique du président[7]
- Ordre de Saint-Serge de Radonège